# Foulenay
Foulenay es una localidad y comuna francesa situada en la región de Franco Condado, departamento de Jura, en el distrito de Dole y cantón de Chaumergy.

## Demografía
| 126 | 118 | 104 | 83 | 93 | 81 | 1222 |
| Para los censos de 1962 a 1999 la población legal corresponde a la población sin duplicidades (Fuente: INSEE [Consultar]) |     |     |    |    |    |      |